# Râul Cugir
Râul Cugir este un curs de apă, al șaizeci și unulea afluent de stânga al râului Mureș.

## Cursul superior
Râul Cugir izvorăște de sub Vârful lui Pătru (2.130 m), de la o altitudine de aproximativ 1.900 m. 
Se formează la confluența dintre doi din afluenții săi majori, Râul Mare și Râul Mic, dar mai are și alți afluenți semnificativi.

## Cursul inferior
Cursul inferior al râului Cugir începe aproximativ în zona podului căii ferate peste râul Cugir, din lungul Mureșului. În aval de pod, râul se separă în două brațe:
- Râul Balomir în partea stângă și,
- Râul Râul Șibot în partea dreaptă.